# Litoporus
Litoporus is een geslacht van spinnen uit de familie trilspinnen (Pholcidae).

## Soorten
Het geslacht kent de volgende soorten:
- Litoporus aerius Simon, 1893
- Litoporus agricola Mello-Leitão, 1922
- Litoporus dimona Huber, 2000
- Litoporus lopez Huber, 2000
- Litoporus manu Huber, 2000
- Litoporus pakitza Huber, 2000
- Litoporus saul Huber, 2000
- Litoporus secoya Huber, 2000
- Litoporus uncatus (Simon, 1893)
- Litoporus yucumo Huber, 2000